# Diante do Trono (gravadora)
Diante do Trono é um selo fonográfico brasileiro criado pela banda mineira evangélica Diante do Trono.
Inicialmente, com o posto de gravadora e distribuidora em 2003, o selo Diante do Trono esteve responsável pelos lançamentos da banda no mercado brasileiro e também esteve a cargo da discografia das obras solo de seus integrantes. Além de ter lançado a carreira de André Valadão e Nívea Soares, a gravadora também desenvolveu parceria com outros artistas e bandas, como o Trazendo a Arca (em meados de 2007). Apesar disso, a gravadora se retraiu a partir de 2008 e, em Agosto de 2009, a gravadora Som Livre assumiu a distribuição física e digital dos trabalhos do selo, uma parceria que durou até Agosto de 2014 - e incluiu a indicação de Sol da Justiça ao Grammy Latino em 2012.
Desde Agosto de 2015, a distribuição de obras do selo Diante do Trono são feitas pela gravadora Onimusic.

## Artistas
- Diante do Trono
- Ana Paula Valadão
- Crianças Diante do Trono

## Ex-artistas
- André Valadão
- Nívea Soares
- Israel Salazar
- Marine Friesen
- Trazendo a Arca